# Герб Скородинців
Герб Скородинців — офіційний символ села Скородинці, Чортківського району Тернопільської області, затверджений 4 вересня 2023 року рішенням сесії Чортківської міської ради.
Автори — А. Гречило та О. Лісниченко.

## Опис герба
Щит перетятий; у верхньому червоному полі скошені вістрями вгору праворуч три золоті стріли; у нижньому чорному — два срібні дзвони. 

## Зміст
Червоно-чорні кольори підкреслюють патріотичні традиції села. Стріли вказують на перекази про давній монастир і напади монголів. Два дзвони означають історію про переховування дзвонів місцевої церкви під час Другої світової війни.